# 异型粘体虫
异型黏体虫（学名：Myxosoma disparis）为粘体科粘体虫属的动物。在中国，分布于四川等，营寄生生活，寄生在白甲鱼的肾。其种加词“disparis”意为“异形的”、“有区别的”。